# Serres-Castet
Serres-Castet – miejscowość i gmina we Francji, w regionie Nowa Akwitania, w departamencie Pireneje Atlantyckie.
Według danych na rok 1990 gminę zamieszkiwało 2430 osób, a gęstość zaludnienia wynosiła 177 osób/km² (wśród 2290 gmin Akwitanii Serres-Castet plasuje się na 181. miejscu pod względem liczby ludności, natomiast pod względem powierzchni na miejscu 834.).